# (2643) Bernhard
(2643) Bernhard (1973 SD) – planetoida z grupy pasa głównego asteroid okrążająca Słońce w ciągu 3,67 lat w średniej odległości 2,38 j.a. Odkryta 19 września 1973 roku.